# Szpital (Film)
Szpital (deutsch: „Das Krankenhaus“) ist einer der frühen, kurzen Dokumentarfilme des polnischen Regisseurs Krzysztof Kieślowski aus dem Jahr 1977. Er begleitet den Alltag mehrerer Ärzte in einem polnischen Krankenhaus.

## Handlung
Der Film spielt in der Unfallchirurgie des Krankenhauses in der Barska-Straße in Warschau. Er zeigt die schwierigen und extremen Bedingungen der Ärzte im laufenden Betrieb zur damaligen Zeit, bei schweren Operationen und ihren Kampf mit defekten medizinischen Geräten.

## Hintergrund
Der Film wurde mit einer sperrigen, schweren 35-mm-Kamera gedreht, entspricht aber ansonsten durchaus den Anforderungen des französischen cinéma vérité. In seiner Autobiografie schreibt Kieslowski: „Man kann die Ärzte von einem Gebäude ins andere gehen sehen. Wir mussten uns natürlich auch bewegen, aber es war unmöglich, die Kamera mehr als dreimal in einer Nacht zu bewegen“.
Im Jahr 2006 wurde der Film als Teil der polnischen Dokumentarfilmreihe Polska Szkoła Dokumentu, gemeinsam mit weiteren Kurz-Filmen des Regisseurs, auf DVD veröffentlicht.

## Auszeichnungen
- 1977 – Filmfestival Krakau, Auszeichnung mit Złoty Smok[3]